# Chipre británica
La isla de Chipre estuvo bajo control británico desde 1878 hasta 1960. Primero fue un protectorado, luego de que el Imperio otomano (del que la isla formaba parte) le encomendara al Reino Unido la protección de Chipre. El Reino Unido se anexó unilateralmente la isla en 1914 transformándola en colonia, al iniciarse la Primera Guerra Mundial. Finalizado el conflicto, el Imperio británico obtuvo la soberanía de jure sobre la isla en 1923, manteniéndose como colonia hasta la independencia de la actual República de Chipre en 1960.

## Historia

### Origen
La isla de Chipre se encontraba bajo dominio del Imperio otomano desde 1571, después de habérsela arrebatado a la República de Venecia. El Imperio británico estableció un protectorado sobre la isla el 4 de junio de 1878 en virtud de la Convención de Chipre, después de la guerra ruso-turca, durante la cual los británicos aprovecharon para ocupar la isla como consecuencia de las acciones de los otomanos durante la guerra. En noviembre de 1914, luego del estallido de la Primera Guerra Mundial y de que el Imperio otomano ingresara al conflicto del lado de las Potencias Centrales (y, por lo tanto, declarándole la guerra al Reino Unido), el Imperio británico declaró de manera unilateral la anexión de Chipre como colonia, aunque fue en un estado de ocupación militar. La soberanía británica sobre Chipre no sería reconocida formalmente por el estado turco hasta el Tratado de Lausana, en 1923.

### Intentos de unificación con Grecia

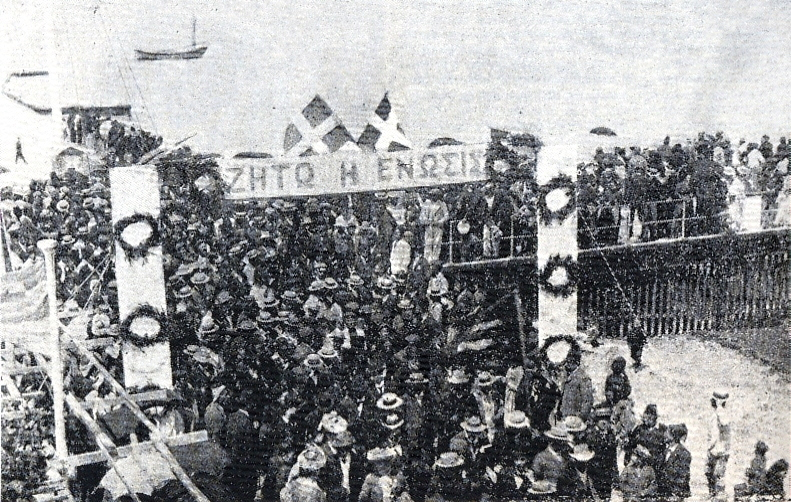
Manifestación grecochipriota exigiendo la enosis en 1930.

La enosis (unión de la isla con el Reino de Grecia) era un movimiento recurrente entre la población chipriota (de mayoría griega) desde la independencia del estado helénico en 1832. En diciembre de 1949, la Iglesia ortodoxa chipriota pidió al gobierno colonial un referéndum sobre la unión de Chipre con Grecia, sobre la base del derecho a la autodeterminación. A pesar de haber sido aliado de Grecia en la Segunda Guerra Mundial, el gobierno británico se negó. La iglesia organizó su propio referéndum extraoficial, que se llevó a cabo en los templos, en el cual solo podían votar los grecochipriotas (despreciando a la minoría turca de la isla), entre el 15 y 22 de enero de 1950, en el que una mayoría aplastante del 95,7 % votó a favor de la salida de las autoridades británicas y la unión con Grecia. Sin embargo, el referéndum no fue reconocido por ninguna autoridad, y hubo diversas acusaciones contra la Iglesia de amenazar con la excomunión a cualquiera que votara en contra, y a diferencia de los referendos modernos, la votación no fue secreta y se hizo mediante la recogida de firmas.
Después de la consulta popular, efectivamente la iglesia ortodoxa de Chipre amonestó públicamente a los que habían votado en contra de la enosis. En los últimos años de la dominación británica en Chipre, la Iglesia trató de silenciar opiniones discrepantes entre los grecochipriotas, a veces de forma violenta.

### Insurgencia de la EOKA e independencia
En 1954, el gobierno del Reino Unido declaró su intención de trasladar su cuartel general militar en Suez a Chipre. La organización EOKA, cuyo principal propósito era la autodeterminación y la enosis, vio esto como una señal de que los británicos no se retirarían de Chipre e iniciaron una campaña de guerrilla que comenzó el 1 de abril de 1955 sobre instalaciones militares y civiles británicas como así sobre los colaboradores grecochipriotas y turcochipriotas, informadores, comunistas y miembros de la formación paramilitar turcochipriota TMT (Türk Mukavemet Teşkilats). Sobre 32 000 tropas británicas fueron asignados para combatir la organización más 8000 auxiliares locales (la EOKA tenía 250 guerrilleros regulares y 1000 irregulares aunque otras fuentes les dan 200-350 combatientes y 750 simpatizantes armados), oficialmente perdieron la vida de 104 hombres del personal militar británico, aunque se sospechaba que fueron más.
Firmado el 19 de febrero de 1959, los Acuerdos de Londres y Zúrich iniciaron el proceso para la constitución de un Chipre independiente. En diciembre de ese mismo año se logró un alto al fuego con la EOKA luego de que se pactara que el Reino Unido permitiría la independencia a condición de mantener dos bases soberanas en la isla, Akrotiri y Dhekelia. Sin embargo, parte de los acuerdos indicaban el reconocimiento de la población turcochipriota y, por lo tanto, el fin de la enosis como un futuro viable para Chipre. La isla de Chipre accedió formalmente a la independencia el 16 de agosto de 1960, como la "República de Chipre", y su primer Presidente fue el arzobispo Makarios III.